# Joop van Tijn

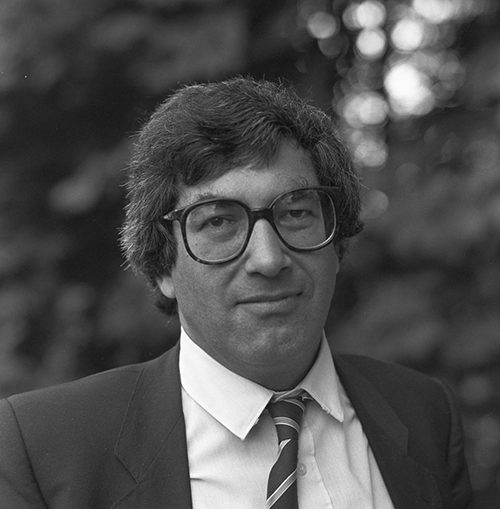
Joop van Tijn (1981)

Joop van Tijn (* 12. September 1938 in Batavia; † 2. September 1997 in Amsterdam) war ein niederländischer Journalist. Er war von 1991 bis zu seinem Tod 1997 Chefredakteur der politischen Wochenzeitschrift Vrij Nederland.

## Leben

### Aufstieg zu einem der bekanntesten Interviewer der Niederlande
Van Tijn verbrachte große Teile seiner Kindheit in Niederländisch-Indien (heute Indonesien). Er hatte bereits durch seinen Vater die Basis für seine spätere Laufbahn erhalten, dieser war Korrespondent in Berlin für die Tageszeitung Het Vrije Volk und später Beamter und Richter in Niederländisch-Indien gewesen. Auch der von seinem Vater vertretene Zionismus und Sozialismus (Bernard van Tijn war Mitbegründer der indonesischen Sozialdemokratischen Partei) sollte noch eine Rolle spielen.
Nachdem die Japaner im Laufe des Zweiten Weltkriegs Niederländisch-Ostindien besetzt hatten, verbrachte van Tijn sein drittes bis siebtes Lebensjahr in einem Internierungslager der Besatzer. Die Familie kehrte nach dem Krieg zunächst in die Niederlande zurück, ging dann aber 1948 wieder nach Niederländisch-Ostindien, da sein Vater das Angebot erhalten hatte dort Richter zu werden, und blieb dort bis 1951. Während dieser Zeit lernte van Tijn auch fließend Malaiisch und örtlichen Dialekt zu sprechen.
Van Tijn studierte Literaturwissenschaften an der Universität von Amsterdam und war von 1959 bis 1961 Chefredakteur von Propria Cures, der ältesten Studentenzeitschrift der Niederlande. Kurz vor dem Abschluss seines Studiums wurde er zunächst Mitarbeiter von Vrij Nederland, dies blieb wegen seiner Unpünktlichkeit zunächst ein kurzes Gastspiel. Anschließend holte ihn die Chefredakteurin der Haagse Post, Sylvia Brandts Buys (zu jener Zeit die einzige Frau in den Niederlanden in einer solchen Position), in ihre Zeitung, sein Studium hat van Tijn in der Folgezeit nicht mehr abgeschlossen. Früh etablierte er sich als einer der bekanntesten Interviewer seines Landes. Hatte van Tijn bereits in den ersten Jahren seiner Tätigkeit als Teil der Begleitung von Außenminister Joseph Luns mit Indonesiens Premier Sukarno gesprochen, so sollte er später den Rekord aufstellen neun aufeinanderfolgende Ministerpräsidenten der Niederlande interviewt zu haben.
Seit seinem 24sten Lebensjahr war van Tijn auch für die Rundfunkanstalten NOS, VARA und VPRO tätig. Dies umfasste Sendungen wie das kontroverse satirische Programm „Zo is het toevallig nog 's een keer“, bei dem er unter anderem mit Jan Blokker und seinem späteren Vrij Nederland-Kollegen Rinus Ferdinandusse zusammenarbeitete, und die beiden Sendungen „Haagsche Kringen“ und „Het Capitool“, bei denen er als Interviewer und Moderator politische Hintergrundberichte präsentierte. In der wöchentlichen Radiosendung „Welingelichte Kringen“ interviewte van Tijn als verantwortlicher Redakteur zusammen mit Kollegen in respektloser Manier Politiker.

### Als Redakteur vonVrij Nederland
Seit 1965 arbeitete van Tijn wieder für Vrij Nederland, auch hier spezialisierte er sich auf häufig weitschweifige Interviews mit bedeutenden Personen aus Politik, Kultur, Sport und Kirche. Trotz seiner Nähe zur PvdA - Premier den Uyl war ehemaliger Redakteur von Vrij Nederland - unterhielt van Tijn auch herzliche Beziehungen zu Mitgliedern anderer Parteien, darunter Parteiführer der VVD. Er wurde intimer Kenner der niederländischen Politik und Chronist der Regierungen den Uyl, van Agt und Lubbers.
Während des Jom-Kippur-Krieges bereiste van Tijn mit 160 anderen Journalisten Syrien und interviewte später israelische Politiker wie Mosche Dajan und Schimon Peres. Durch seine Beschäftigung mit der israelischen Politik sah er sich später dazu veranlasst auch zu seiner privaten Haltung und jüdischen Identität Stellung zu beziehen, die ihn doch in Situationen, wo Israel wie im Fall des Jom-Kippur Krieges in Bedrohung war, zu einer Identifikation mit diesem Staat bewogen. Neben seiner Nähe zu Israel und Indonesien empfand er auch eine solche für die Vereinigten Staaten. Er interviewte Präsidentschaftskandidaten und schrieb über die Präsidenten Nixon, Ford und Carter.
1985 wurde van Tijn stellvertretender Chefredakteur unter Rinus Ferdinandusse, ebenfalls ein früherer Redakteur von Propria Cures, und wurde 1991 diesem als Co-Chefredakteur gleichgestellt. Das Blatt hatte seine größte Bedeutung zu Ende der 1970er Jahre nun schon einige Zeit hinter sich. In die Zeit seiner Chefredaktion fällt die schrittweise Umwandlung von einer Zeitung in ein Magazin. Van Tijn schrieb von da an nur noch wenig, blieb jedoch eine prägnante Stimme im Radio. 1997, er war im Jahr zuvor alleiniger Chefredakteur geworden, wurde bei van Tijn ein Adenokarzinom im Dickdarm diagnostiziert. Er legte daraufhin sofort seine Funktion als Chefredakteur nieder, drei Wochen später starb van Tijn an den Folgen dieser Erkrankung.

## Kurioses
1975 war van Tijn der erste Niederländer, der im Fernsehen das Wort „neuken“ (ficken) aussprach.

## Auszeichnungen
- 1983: Anne Vondelingprijs (zusammen mit Max van Weezel)

## Werke
- Inzake het kabinet-Lubbers (mit Max van Weezel), Sijthoff/Vrij Nederland, Amsterdam 1986
- Meester op het floret, Balans, Amsterdam 2001 (posthume Auswahl aus den journalistischen Arbeiten van Tijns)